# Pic Greenleaf
Pour les articles homonymes, voir Greenleaf.
Le pic Greenleaf, en anglais Greenleaf Peak, est une montagne de la chaîne des Cascades dans l'État de Washington dans le Nord-Ouest des États-Unis.